# エノック・ムウェプ
エノック・ムウェプ（英語: Enock Mwepu、1998年1月1日 - ）は、ザンビアの元サッカー選手。元ザンビア代表。現役時代のポジションはMFまたはDF。

## クラブ歴
2016年はNAPSAスターズFCに所属。2017年はカフエ・セルティックFCに在籍した。
2017年6月にエアステリーガのFCリーフェリングに移籍。2018-19シーズンからはトップチームのレッドブル・ザルツブルクに昇格した。
2021年7月6日、ブライトン＆ホーヴ・アルビオンと4年契約を結んだ。
2022年10月10日、先天性の心臓病が見つかり、現役引退を発表した。

## 代表歴
U-17代表としてはアフリカ U-17ネイションズカップ2015に参加。U-20代表としてはアフリカ U-20ネイションズカップ2017に参加。得点も決めている。初優勝し2017 FIFA U-20ワールドカップにも参加した。
A代表初出場は2017年9月2日の2018 FIFAワールドカップ・アフリカ3次予選のアルジェリア代表戦で、この試合で初得点も記録した。

## タイトル
レッドブル・ザルツブルク
- ÖFBカップ: 2018–19, 2019–20, 2020–21
- ブンデスリーガ: 2017–18, 2018–19, 2019–20, 2020–21